# Maria Adriana Prolo

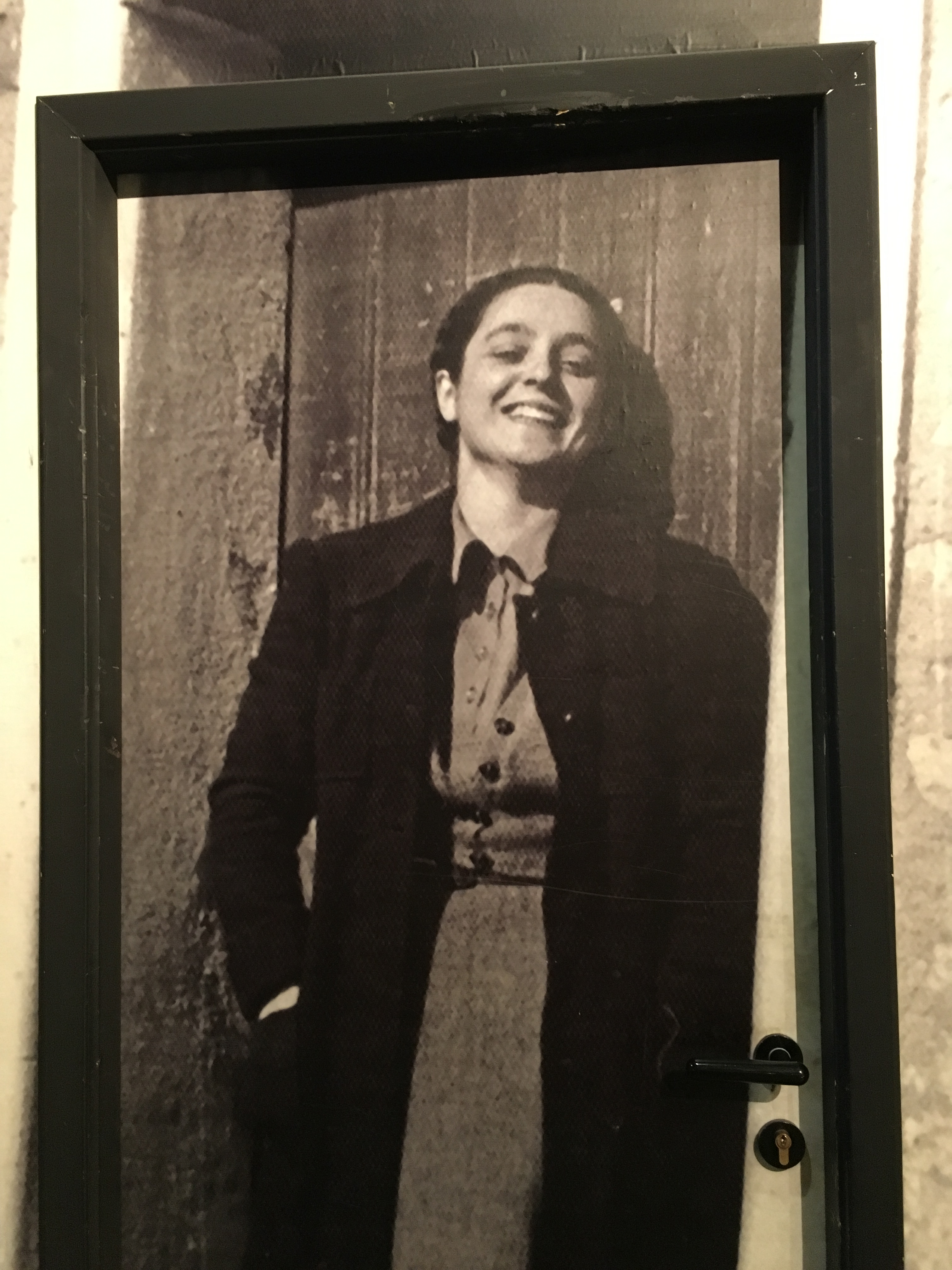
Maria Adriana Prolo

Maria Adriana Prolo (* 20. Mai 1908 in Romagnano Sesia; † 20. Februar 1991 ebenda) war eine italienische Historikerin und Filmwissenschaftlerin mit Schwerpunkt italienische Stummfilmgeschichte.

## Leben und Wirken
Maria Adriana Prolo wurde 1908 als jüngste von drei Kindern in der kleinen Gemeinde Romagnano Sesia in Piemont geboren. Sie studierte an der Universität Turin und arbeitete nach dem Studium in der Biblioteca Reale, wo sie mit ihrer Forschung begann und Kurse in Bibliothekswesen, Archivierung und Paläographie besuchte. Ab 1938 begann sie sich für die Filmgeschichte Turins zu interessieren und veröffentlichte Studien hierzu.
Von ihr stammte die Idee der Gründung eines italienischen Filmmuseums, als sie begann, Dokumente und Materialien des Turiner Kinos zu sammeln und aufzubewahren, woraus das Museo Nazionale del Cinema in Turin entstand. Sie war auch bei der Gründung des Museo storico etnografico della Bassa Valsesia beteiligt.
Sie war Mitglied im Fédération Internationale des Archives du Film. Prolo erhielt als erste Italienerin am 16. Oktober 1988 den Ordre des Arts et des Lettres.
Prolo verstarb 1991 in ihrem Geburtsort im Alter von 82 Jahren.
Seit 2002 wird vom italienischen Filmnational-Museum der Maria-Adriana-Prolo-Filmpreis verliehen.